# RTL Télé Lëtzebuerg
RTL Télé Lëtzeburg és el principal canal de televisió del Luxemburg, propietat de l'RTL Group i localitzat a Luxemburg mateix. El canal fou fundat pel periodista Jean Octave el 21 de setembre del 1969 amb un primer programa en llengua luxemburguesa d'aproximadament tres hores de durada, Hei Elei Kuck Elei, amb el qual el canal aconsegueix sobreviure fins als 1990. És la llavors quan es detecta una caiguda de les audiències, fet que comporta que CLT (també anomenat RTL Groupe) en decideixi una reestructuració i orientació cap a un públic més juvenil. Malgrat aquesta òptica, sorgeixen conflictes interns entre l'antiga i nova generació de l'equip tècnic i en Jean Octave es veu obligat a marxar a contra cor. És llavors quan el canal queda a càrrec del govern luxemburguès qui dona suport al manteniment de contingut en llengua luxemburguesa i intervé fins que finalment s'aconsegueix allargar la graella televisiva, que fins feia poc només preveia el programa original. Des del 2001, sota el comandament d'Alain Berwick, RTL Hei Elei ha estat reanomenada RTL Télé Lëtzebuerg.